# Lamania kraui
Lamania kraui là một loài nhện trong họ Tetrablemmidae.
Loài này thuộc chi Lamania. Lamania kraui được Shear miêu tả năm 1978.